# ایمیاننیک
ایمیاننیک (انگلیسی: Imyannik) یک شهرک در شهرستان گافوریسکی استان باشقیرستان کشور روسیه است.